# Gymnasium Hilpoltstein
Das Gymnasium Hilpoltstein ist ein sprachliches und naturwissenschaftlich-technologisches Gymnasium im mittelfränkischen Hilpoltstein im Landkreis Roth.

## Geschichte
1964 wurde das erste Gymnasium im damaligen Landkreis Hilpoltstein als „Staatliches Realgymnasium“ gegründet. Bis zu diesem Zeitpunkt mussten die Kinder und Jugendlichen entweder am Gymnasium in Schwabach oder an Gymnasien mit angeschlossenen Internaten in Eichstätt, Weißenburg, Nürnberg oder Neumarkt angemeldet werden.
Die ersten 74 Schülerinnen und Schüler starteten in den Räumen der Landwirtschaftlichen Berufsschule am Föhrenweg. 1968 konnte das neue Schulgebäude am Patersholzer Weg bezogen werden.
Rund 20 % der Schüler wohnten in Hilpoltstein, etwa 80 % kamen aus den umliegenden Gemeinden. Wegen der unterschiedlichen Unterrichtsdauer für jüngere Schüler im Gegensatz zu Oberstufenschülern sah sich aber der Landkreis als Träger des Schulbusverkehrs nicht in der Lage, die Schulbusse sowohl mittags als auch nachmittags fahren zu lassen. So waren die jüngeren Schüler gezwungen, mehrere Stunden in der Schule bis zur Abfahrt des Busses zu überbrücken. Deshalb wurde beim Neubau am Patersholzer Weg auch eine Küche mit Nebenräumen und einem Speisesaal mit insgesamt 150 m² eingerichtet. Damit verbunden war die Teilnahme am Modellversuch Tagesheimschule, an dem auch das Justus-Liebig-Gymnasium Neusäß teilnahm. Die Tagesheimschüler erhielten ein Mittagessen und konnten nach einer Neigungsstunde an Wahlfächern oder an der Hausaufgabenbetreuung, später auch erweiterten Unterrichtsstunden in den Hauptfächern teilnehmen. Mit dem Ende des Schuljahres 1982/83 endete in Hilpoltstein der Tagesheimbetrieb und die Schule wurde fortan als Halbtagsschule weitergeführt.
Seit 2015/16 bietet das Gymnasium eine Offene Ganztagsschule an.

## Zweige und Wahlmöglichkeiten
Das Gymnasium bietet im Rahmen des bayerischen G9 zwei Wahlmöglichkeiten ab der 8. Jahrgangsstufe:
- Sprachlicher Zweig, mit der Sprachenfolge Englisch, Latein und der dritten Fremdsprache Französisch
- Naturwissenschaftlich-technologischer Zweig, mit der Sprachenfolge Englisch und der Wahl zwischen Französisch und Latein, zudem werden Physik, Chemie und Informatik intensiviert.[8]

## Partnerschule
Die Schule pflegt eine Schulpartnerschaft mit dem Collège Marc Chagall in Gasny, Frankreich.

## Ehemalige Schülerinnen und Schüler
- Marina Schuster (* 1975), Politikerin (Abitur 1994)
- Julia Dettmer (* 1986), Journalistin und Buchautorin (Abitur 2005)
- Phil Laude  (* 1990), Komiker, Webvideoproduzent, Schauspieler und Sänger (Abitur 2010)
- Matthias Roll (* 1991), Komiker, Webvideoproduzent (Abitur 2010)
- Oğuz Yılmaz (* 1991), Unternehmer und ehem. Komiker (Abitur 2010)